# Women’s Liberal Federation

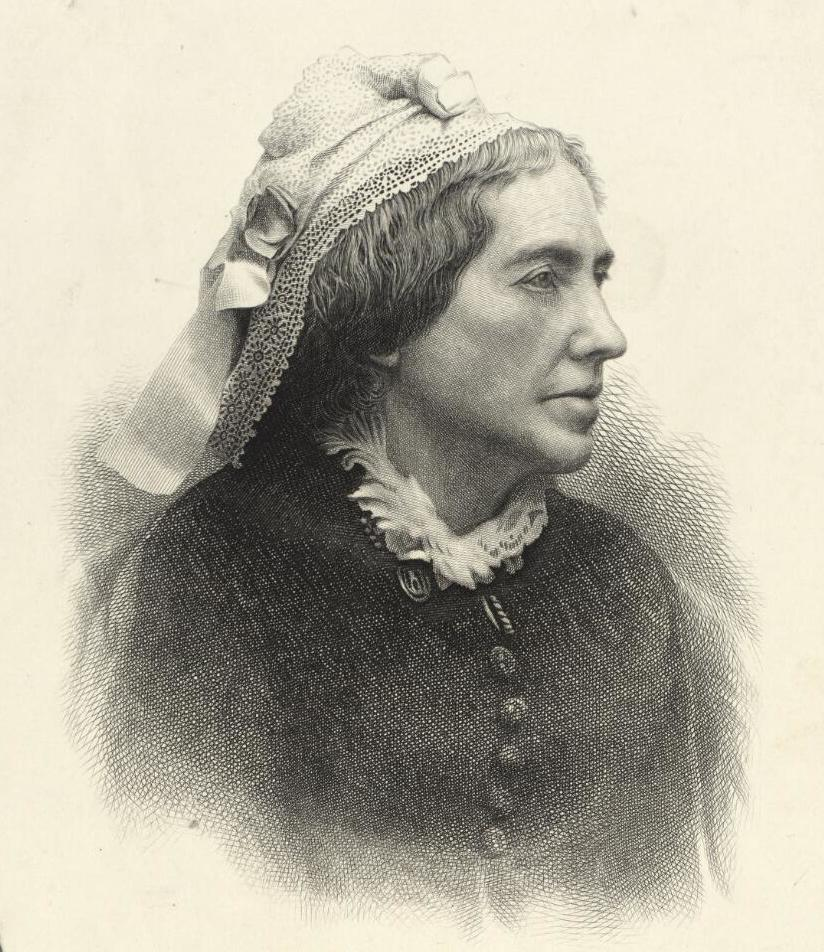
Catherine Gladstone, erste Präsidentin der Women’s Liberal Federation

Die Women’s Liberal Federation (WLF) war eine von einer Gruppe von Frauen im Jahr 1886 im Vereinigten Königreich gegründete liberale Frauenvereinigung innerhalb der Liberal Party, die sich u. a. für die Emanzipation von Frauen, für den Zugang zur Hochschulbildung für Frauen, für die Eigentumsrechte verheirateter Frauen und für den Schutz von Frauen und Kindern einsetzte.
Als die Liberal Party 1988 mit der Social Democratic Party (SDP) fusionierte und die Social and Liberal Democrats gebildet wurde, die sich später in Liberal Democrats umbenannte, wurde die Women’s Liberal Federation aufgelöst und innerhalb der neuen Partei die Women’s Liberal Democrats (WLD) gegründet.

## Geschichte
Die 1886 gegründete Women’s Liberal Federation war eine auf englische und walisische Women’s Liberal Associations (WLA) basierende Frauenorganisation. Die Women’s Liberal Federation kam auf eine Initiative von Sophia Fry zustande, die bereits 1882 die erste Women’s Liberal Associations des Landes gegründet hatte und 1886 die Vertreterinnen von 15 Women’s Liberal Associations zu sich nach Woodburn einlud. Sie gründeten dort die Women’s Liberal Federation. Die Bildung der nationalen Organisation der Vereinigung wurde dann 1887 von Vertreterinnen von 40 Associations in London vorgenommen und Catherine Gladstone zu ihrer ersten Präsidentin gewählt. Die Women’s Liberal Federation wurde mit 70.000 Mitgliedern und 500 Zweigstellen innerhalb eines Jahrzehntes eine der wichtigsten und einflussreichsten Frauenorganisationen des Landes und der britischen liberalen Frauen.
Als sich die Liberal Party 1888 in der Frage der Selbstverwaltung Irlands spaltete, führte dies auch zur Spaltung innerhalb der Women’s Liberal Federation (WLF). Die Women's Liberal Unionist Association (WLUA) wurde noch im selben Jahr gegründet, wohingegen die WLF weiter bestehen blieb. Eine weitere Spaltung erfolgte 1892–93 in der Frage der Unterstützung des Frauenwahlrechts, als ein Teil der Frauen dafür waren eher für die Liberal Party zu wirken und sie zu unterstützen. Diese Frauen gründeten die Women’s National Liberal Association. Bis zum Jahr 1892 bestand die Women’s Liberal Federation vor allem aus dem Zusammenschluss der englischen Women’s Liberal Associations (WLA), fünf Walisischen und zwei oder drei Schottischen, worunter bei letzterem die WLA aus Edinburgh vertreten war. Als in dem Jahr die schottischen Frauen ihren eigenen Dachverband gründeten, bestand die Women’s Liberal Federation dann nur noch aus den englischen und walisischen Associations.
Auch in den folgenden Jahren gab es immer wieder Dispute in der Women’s Liberal Federation und so waren die Schwankungen in der Mitgliederzahl ein Ausdruck dieser inneren Konflikte. Während die Mitgliederzahl vom Jahr 1902 mit rund 66.000 Mitgliedern auf rund 133.000 im Jahr 1912 angestiegen war, verlor die Federation in den folgenden drei Jahren wieder rund 26.000 und als die Bewegung der Suffragetten abnahm, sank die Mitgliederzahl sogar auf um 95.000. Ein kleiner Aufschwung konnte dann noch einmal bis zum Jahr 1928 mit bis auf 100.000 Mitglieder verzeichnet werden und auf der Jahreskonferenz des WLF im Jahr 1935 waren rund 800 Delegierte anwesend, was die Stärke der Organisation repräsentierte. Die Frauen in der Women’s Liberal Federation waren radikaler eingestellt als ihre Parteikollegen oder -kolleginnen und waren auch an Fragen der Außenpolitik und Verteidigung interessiert.
Als 1988 die Liberal Party mit der Social Democratic Party (SDP) zu den Liberal Democrats fusionierte, wurde die Women Liberal Democrats (WLD) innerhalb der Partei gegründet und die Women's Liberal Federation irgendwann danach zeitnah aufgelöst.